# Das Equilibrium
Das Equilibrium (Originaltitel: Equilibrium) ist die vierte Folge der dritten Staffel der US-amerikanischen Science-Fiction-Fernsehserie Star Trek: Deep Space Nine. Sie wurde in den Vereinigten Staaten über Syndication vermarktet und erstmals am 17. Oktober 1994 auf verschiedenen Fernsehsendern ausgestrahlt. In Deutschland war sie zum ersten Mal am 19. Februar 1996 in einer synchronisierten Fassung auf Sat.1 zu sehen.

## Handlung
Im Jahr 2371 lädt Benjamin Sisko, der Kommandant der Raumstation Deep Space Nine, seine Führungsoffiziere in sein Quartier zum Essen ein. Dabei entdeckt die Wissenschaftsoffizierin Jadzia Dax, eine vereinigte Trill, das Keyboard von Siskos Sohn Jake. Obwohl sie nicht musikalisch begabt ist und auch die sechs früheren Wirte ihre Symbionten dies nicht waren, spielt sie auf dem Instrument auf einmal eine Melodie, von der sie keine Ahnung hat, woher sie stammt.
Die Melodie geht ihr nicht mehr aus dem Kopf und sie verliert darüber ihre Konzentration. Als sie dadurch ein Schachspiel gegen Sisko verliert, beschuldigt sie ihn, betrogen zu haben. Etwas später reagiert sie auch äußerst unfreundlich auf die erste Offizierin Kira Nerys. Kurz darauf hat sie eine seltsame Vision: Sie befindet sich auf dem verlassenen Promenadendeck von Deep Space Nine und wird von einer maskierten Gestalt beobachtet. Als Dax ihr die Maske wegreißt, tauchen darunter weitere Masken auf. Sie lässt sich auf der Krankenstation untersuchen und Stationsarzt Julian Bashir stellt bei ihr verminderte Isoboramin-Werte fest. Dies ist besorgniserregend, denn es könnte bedeuten, dass Jadzias Körper den Dax-Symbionten abstößt. Torias, einer der früheren Wirte des Symbionten, war nach einem Shuttle-Unfall für sechs Monate ins Koma gefallen. Schließlich musste der Symbiont wegen zu niedriger Isoboramin-Werte entfernt werden, was den Tod von Torias zur Folge hatte. Da Bashirs Wissen über die Trill begrenzt ist, beschließt er, Dax’ Behandlung der Symbiosekommission zu überlassen. An Bord der USS Defiant brechen Dax, Bashir und Sisko zur Heimatwelt der Trill auf.
Am Ziel angekommen, führt Dr. Renhol einige Tests durch und übergibt Dax dann wieder in die Obhut von Bashir. Zurück auf dem Schiff hat Dax erneut eine Vision. Sie sieht wieder die maskierte Gestalt, dann versuchen zwei Trill, sie zu entführen. Dax erkennt sie als Mitglieder der Symbiosekommission, doch ihre Uniformen sind über 100 Jahre alt. Da ihr diese Visionen völlig rätselhaft erscheinen, begibt sie sich auf der Suche nach Antworten in die Höhlen von Mak’ala, wo sich die Wächter, eine Gruppe unvereinigter Trill, um Symbionten kümmern, die dort in Teichen leben. Ein Wächter namens Timor vermutet, dass die Visionen in Wirklichkeit verschüttete Erinnerungen eines früheren Wirts sind. Inzwischen hat der Bordcomputer der Defiant die geheimnisvolle Melodie identifiziert: Es handelt sich um ein Stück, das vor 86 Jahren von einem Trill namens Joran Belar komponiert wurde. Der Name ist Dax unbekannt, doch sein Foto erscheint ihr seltsam vertraut. Dax hat eine weitere Vision: Sie sieht die maskierte Gestalt, die einen Arzt tötet. Wieder will sie wissen, wer hinter der Maske steck. Als Dax herausfindet, dass es Joran ist, erleidet sie einen Nervenschock.
Ihr Zustand wird kritischer, und sie wird in ein Krankenhaus auf Trill gebracht. Dr. Renhol findet keine Erklärung für ihren Zustand, befürchtet aber, dass der Dax-Symbiont bald entfernt werden muss, da Jadzias Isoboramin-Werte immer weiter sinken. Sisko und Bashir erhoffen sich Hilfe von Timor, doch der scheint inzwischen seltsam verängstigt und meint, er könne nichts tun. Merkwürdig erscheint ihnen auch, dass die meisten Aufzeichnungen über Joran Belar vernichtet wurden. Bashir fällt auf, dass er am selben Tag gestorben ist wie Torias Dax und er glaubt nicht, dass das ein Zufall ist. Sisko und Bashir finden heraus, dass Jorans Bruder Yolad Belar noch lebt, und nehmen Kontakt zu ihm auf. Yolad berichtet, dass sein Bruder sich für die Vereinigung mit einem Symbionten beworben hatte. Doch im zweiten Jahr des Prüfverfahrens wurde er wegen seines gewaltvollen Temperaments aus dem Programm ausgeschlossen. Die Symbiosekommission teilte Yolad mit, sein Bruder habe daraufhin den Arzt ermordet, der diese Entscheidung getroffen hatte. Als er vom Tatort floh, wurde er selbst getötet. Yolad erinnert sich allerdings, dass Joran ihn sechs Monate vor seinem Tod kontaktiert hatte, dabei seltsam anders klang und behauptete, er sei mit einem Symbionten vereinigt worden.
Sisko konfrontiert Renhol mit diesen Erkenntnissen und beschuldigt sie der Vertuschung. Laut der Symbiosekommission sei nur jeder tausendste Bewerber für eine Vereinigung mit einem Symbionten geeignet, daher gibt es ein sehr strenges Auswahlverfahren. Der Dax-Symbiont wurde aber offenbar mit Joran Belar vereinigt, der sich gemäß den Kriterien der Kommission als ungeeignet erwies. Dennoch verlief der Vereinigung sechs Monate lang problemlos. Um dies zu vertuschen, wurden die Aufzeichnungen über Joran gelöscht und seine Zeit als Wirt durch ein fiktives Koma des in Wirklichkeit bereits verstorbenen Torias ersetzt. Um diese Lüge weiter aufrechtzuerhalten, ist Renhol offenbar bereit, jetzt auch Jadzia zu opfern. Das will Sisko nicht zulassen und droht, seine Erkenntnisse zu veröffentlichen. Renhol erklärt ihre Beweggründe: In Wirklichkeit sei fast die Hälfte alle Trill für eine Vereinigung geeignet, aber es gibt viel zu wenig Symbionten. Die Kommission will unbedingt verhindern, dass sie zu einem begehrten Luxusgut werden, mit dem Handel getrieben wird. Sisko besteht weiter auf Jadzias Rettung und Renhol gesteht, dass man ihr noch helfen kann. Hierzu müssen die Erinnerungen von Joran wieder vollständig hergestellt werden. Jadzia begibt sich in die Höhlen von Mak’ala. Mit der Hilfe eines weiteren Symbionten wird aus Jorans Erinnerungen ein Abbild geformt und Jadzia kann ihn schließlich als einen Teil von sich akzeptieren. Ihr Gesundheitszustand stabilisiert sich und sie kann nach Deep Space Nine zurückkehren.

## Verbindungen zu anderen Star-Trek-Produktionen
Diese Folge bietet einige neue Hintergrundinformationen über Dax und das Volk der Trill im Allgemeinen:
- Joran Dax trat später noch in den Folgen 3.25 (Facetten) und 7.13 (Freies Schussfeld) von Star Trek: Deep Space Nine auf.
- Der Unfalltod von Torias Dax wird hier erstmals erwähnt. Er spielte später noch in Folge 4.06 (Wiedervereinigt) von Star Trek: Deep Space Nine eine größere Rolle.
- Es wird etabliert, dass Trill Nachnamen besitzen und dass diese bei einer Vereinigung durch den Namen des Symbionten ersetzt werden. Jadzias ursprünglicher Nachname wird allerdings im gesamten Verlauf der Serie nie genannt, ebenso wenig die Nachnamen der früheren Dax-Wirte, mit Ausnahme von Joran.

Weiterhin wird hier erstmals erwähnt, dass Benjamin Sisko aus New Orleans stammt.
Der Planet Trill, die Höhlen von Mak’ala und die Wächter spielen auch in mehreren Folgen der Serie Star Trek: Discovery eine zentrale Rolle.

## Produktion

### Drehbuch
Am Beginn der Entwicklung dieser Folge stand der Wunsch des Produzenten Michael Piller, Jeff Magnus McBride in der Serie Star Trek: Deep Space Nine auftreten zu lassen. McBride arbeitete nur gelegentlich als Schauspieler und war hauptberuflich Zauberkünstler. Piller war nach dem Besuch einer seiner Shows sehr begeistert von McBride und beauftragte den Autor Christopher Teague, der ein gemeinsamer Freund von ihm und McBride war, eine entsprechende Geschichte zu entwickeln. Teagues ursprüngliche Idee sah vor, dass McBride einen Zauberer spielen sollte, der mit einer Zirkustruppe nach Deep Space Nine kommt und sich schließlich als Mörder erweist. Diese Geschichte kam beim Autorenstab der Serie aber nicht gut an und wurde deshalb von René Echevarria stark umgeschrieben. Er machte zunächst Odo zur Hauptfigur der Folge, der eine Reihe verstörender Träume haben sollte. Ronald D. Moore schlug schließlich vor, anstelle von Odo Dax zur Hauptfigur zu machen.

### Darsteller
Die Hauptfigur Miles O’Brien (Colm Meaney) hat in dieser Folge keinen Auftritt.
Jeff Magnus McBride hatte zuvor bereits im Spielfilm Star Trek II: Der Zorn des Khan eine Statistenrolle übernommen. In Das Equilibrium hat er seinen einzigen Auftritt als Joran Dax. In Facetten wurden die früheren Dax-Wirte von Haupt- und Nebenfiguren der Serie verkörpert. Im Fall von Joran war dies Benjamin Sisko (Avery Brooks). Für die Folge Freies Schussfeld war McBride nicht verfügbar. Die Rolle wurde daher umbesetzt und von Leigh J. McCloskey gespielt.
Nicholas Cascone, Darsteller von Timor, hatte zuvor bereits Fähnrich Davies in Folge 2.15 (Brieffreunde) von Raumschiff Enterprise – Das nächste Jahrhundert gespielt.

### Drehorte und Kulissen
Als Drehort für die Außenszenen auf Trill diente der Botanische Garten der Huntington Library in San Marino (Kalifornien).
Auf der Brücke der Defiant wurden einige Umbauten vorgenommen: Der Stuhl des Captains wurde etwas abgeändert, die Widmungsplakette versetzt und zusätzliche Computerkonsolen angebracht.

## Rezeption
Keith DeCandido bewertete Das Equilibrium 2013 auf tor.com als eine eher schlechte Folge von Star Trek: Deep Space Nine. Er fand, dass die Folge zwar viel zur Hintergrundgeschichte von Dax und dem Volk der Trill beiträgt, für sich genommen aber keine gute Geschichte bietet. Er kritisierte, dass der Planet Trill lediglich aus zwei billigen und weitgehend leeren Sets besteht. Die Schauspielleistung von Lisa Banes als Dr. Renhol fand er nicht überzeugend und da Renhol die einzige Figur sei, die die Symbiosekommission repräsentiert, komme bei den Zuschauern auch kein wirkliches Gefühl für diese Institution auf. Positiv bewertete DeCandido die Eröffnungsszene und das Ende der Folge.